# Caja de Ahorros de Jerez

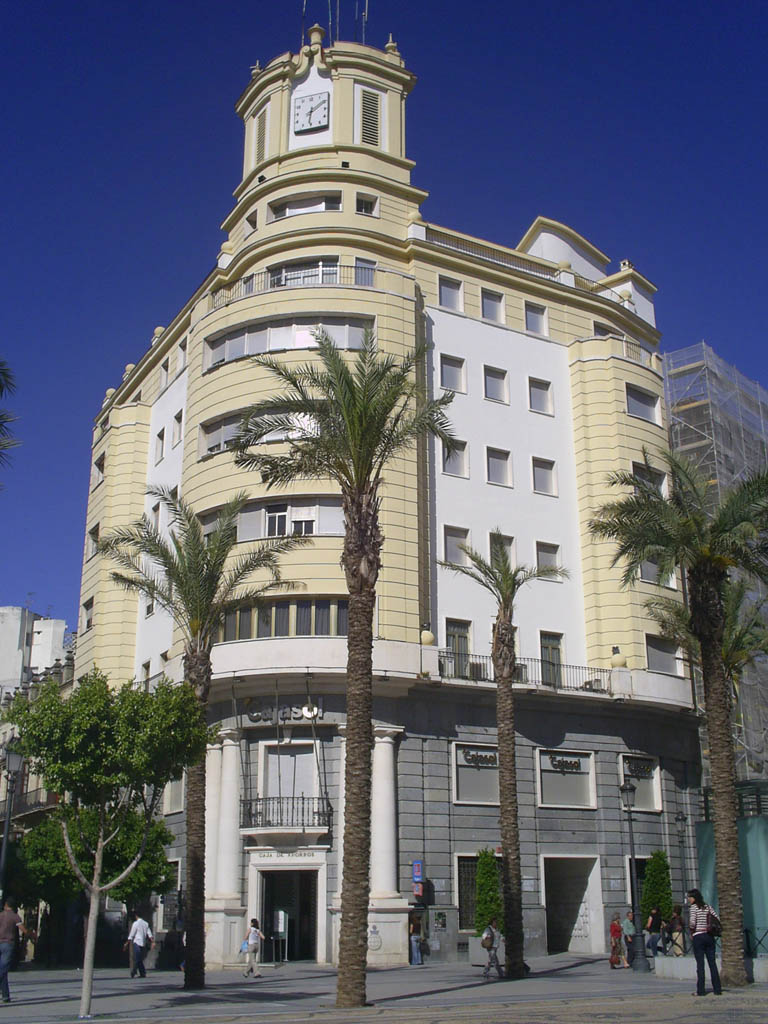
Última sede de la antigua Caja de Ahorros de Jerez.

Caja de Ahorros de Jerez (Caja de Ahorros y Monte de Piedad de Jerez) fue la primera caja de ahorros fundada en España (el 24 de febrero de 1834) en Jerez de la Frontera (Cádiz) España. Se extinguió en 1993 debido a su fusión con la Caja de Ahorros Provincial San Fernando de Sevilla, actualmente incorporada en La Caixa.
Durante su existencia fue la entidad financiera más importante de la provincia de Cádiz. 

## Origen
En 1834, el Conde de Villacreces y Rafael Rivero de la Tixera, fundaron la primera Caja de Ahorros del país, bajo la denominación de "Caja de Ahorros y Monte de Piedad de Jerez", que comenzó sus actividades en el edificio del Cabildo Viejo, cedido por el Ayuntamiento de la ciudad.

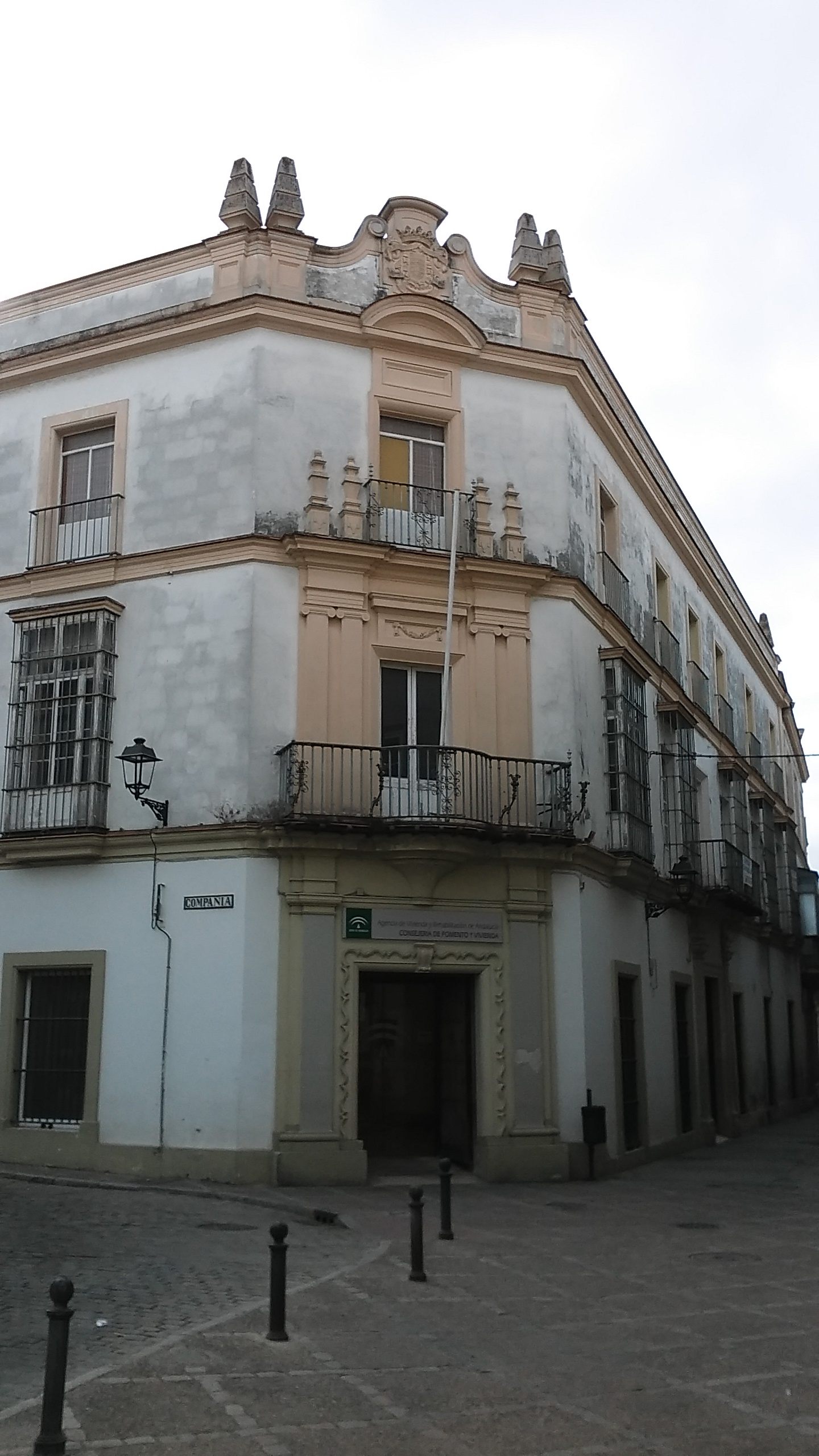
Primera sede de la Caja de Ahorros de Jerez

El negocio de la caja de ahorros consistía en dar préstamos con el dinero depositado por los ahorradores con la garantía de joyas, vestuarios y otros materiales de valor, teniendo prioridad los préstamos de menor cuantía, que eran los que demandaban generalmente la gente humilde.

"Ya el conde de Villacreces, en Jerez de la Frontera, ha establecido una Caja de Ahorros, donde pueden hacerse imposiciones desde 4 reales de vellón hasta 2.000, no excediendo de 20.000 las de una misma persona, donde a cada acreedor se entregará un librete en que consten las imposiciones y reembolsos; donde se abonará un 4 por 100 anual quince días después de hecha la imposición, capitalizándolo todos los años; donde podrán reembolsarse los acreedores de sus imposiciones e intereses devengados, avisando ocho días antes cuando la cantidad no pase de 500 reales, y un mes siendo mayor; y donde se ofrece la más severa reserva sobre estas operaciones."
Real Orden de 2 de abril de 1835

"A este fin, se ha establecido en Jerez de la Frontera, en casa del Sr. Conde de Villacreces, una caja de ahorros, a imitación de las que con este nombre hay en muchas ciudades de Francia e Inglaterra, en la cual caja con la garantía que ofrezca la opinión que los interesados tengan formada de la responsabilidad de dicha casa, se admiten los depósitos bajo las bases siguientes:

- 1ª Cualquiera persona podrá acudir los domingos y lunes de cada semana a hacer imposiciones, que no bajen de una peseta ni pasen de dos mil reales vellón.
- 2ª La totalidad de las imposiciones de una misma persona no podrá exceder de veinte mil reales vellón.
- 3ª Se entregará gratis a cada acreedor un librete con su nombre, donde consten las imposiciones y los reembolsos, que firmará el cajero y rubricará el principal de la casa.
- 4ª La caja abonará el interés, a razón de 4 por 100 al año, por toda la cantidad desde una peseta hasta la más superior, quince días después de hecha la imposición, y se capitalizará todos los años.
- 5ª En cualquier tiempo, los acreedores podrán pedir el todo o parte de sus imposiciones e intereses devengados, avisando con ocho días de anticipación, cuando la cantidad no pase de quinientos reales vellón, y con un mes cuando sea mayor.
- Última. Las personas que hagan depósitos en la caja de ahorros, pueden contar con la más severa reserva acerca de sus operaciones, a cuyo efecto se sientan éstas en un libro independiente de los de la contabilidad mercantil de la misma casa. Jerez de la Frontera, 24 de julio de 1834."

 Diario de la Administración y Anales Administrativos, Barcelona, Nº 192 de 24 de febrero de 1835

La creación de la Caja de Ahorros en Jerez tuvo una alta repercusión en España. La Real Orden de 3 de abril de 1835 puso a la Caja de Ahorros como modelo para el establecimiento de otras entidades. y fue tomada como modelo por los principales promotores del movimiento creador de cajas de ahorros en España, como Mesonero Romanos y Francisco Quevedo y San Cristóbal

## Transformación en caja pública
Hasta 1863, con carácter privado, el Conde de Villacreces acreditaba con su solvencia la garantía de la entidad y decidía sobre la aplicación de sus recursos.

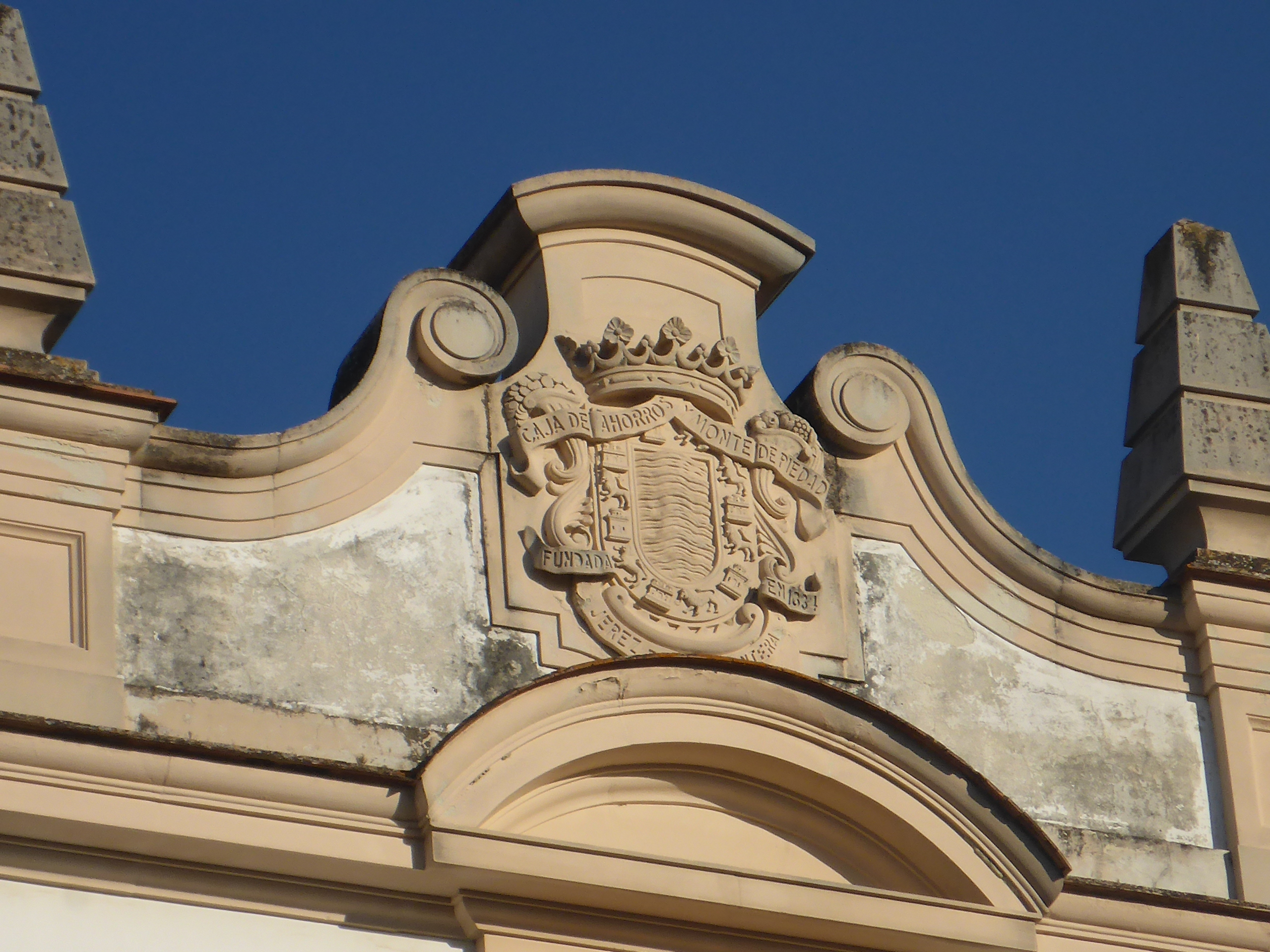
Detalle del escudo de la primera sede

A partir de 1846 y sobre todo desde 1858, Rafael Rivero trabajó en el proyecto de refundar con titularidad municipal la Caja de Ahorros. Para ello, propuso a la corporación un reglamento y unos estatutos para dar vida a la entidad jerezana de acuerdo con el modelo de sociedad por acciones.
Al año siguiente, la Junta General de Beneficencia rechazó la propuesta del ayuntamiento y éste lo mudó al sistema de suscripción voluntaria de imposiciones. Con este nuevo sistema se consiguió reunir más de 100.000 reales, los cuales se sumarían a los 25.000 aportados por el Ayuntamiento. Tras la resolución de estas dificultades, la Caja de Ahorros abrió sus puertas el 23 de marzo de 1862 en locales del propio Ayuntamiento.

## sigloXXy fusión
La Caja de Ahorros de Jerez continuaría existiendo y creciendo durante el siglo XX.
En 1942 se inauguró la primera sucursal fuera de Jerez, en la localidad de La Línea de la Concepción. A partir de esa expansión, se convirtió en la primera entidad financiera de la provincia de Cádiz. .
Durante su existencia, la Caja de Ahorros de Jerez realizó una intensa labor social, cultural y económica en Jerez de la Frontera y toda su área de influencia. 
En 1993 se fusionó con la Caja de Ahorros Provincial San Fernando de Sevilla, creando entre las dos cajas la Caja San Fernando (posteriormente Cajasol, que fue adquirida por La Caixa). La sede de la nueva entidad se ubicó en Sevilla. Siendo su decadencia y su desaparición causada por la manipulación política y sindical especialmente de la Junta de Andalucía, ya que estos se han nutrido de sus caudales para beneficio propio olvidando a los más necesitados para los que fue creado.